# Zemský okres Kostnice
Zemský okres Kostnice (německy Landkreis Konstanz) je zemský okres v německé spolkové zemi Bádensko-Württembersko, ve vládním obvodu Freiburg. Sídlem správy zemského okresu je město Kostnice. Má přibližně 285 tisíc obyvatel. 

## Města a obce
Města:
1. Aach
2. Engen
3. Kostnice (Konstanz)
4. Radolfzell am Bodensee
5. Singen (Hohentwiel)
6. Stockach
7. Tengen

Obce:
1. Allensbach
2. Bodman-Ludwigshafen
3. Büsingen am Hochrhein
4. Eigeltingen
5. Gaienhofen
6. Gailingen am Hochrhein
7. Gottmadingen
8. Hilzingen
9. Hohenfels
10. Moos
11. Mühlhausen-Ehingen
12. Mühlingen
13. Öhningen
14. Orsingen-Nenzingen
15. Reichenau
16. Rielasingen-Worblingen
17. Steißlingen
18. Volkertshausen